# Fédéralisme allemand
 (mai 2017).
Si vous disposez d'ouvrages ou d'articles de référence ou si vous connaissez des sites web de qualité traitant du thème abordé ici, merci de compléter l'article en donnant les références utiles à sa vérifiabilité et en les liant à la section « Notes et références ».
Le fédéralisme allemand a son origine dans l’organisation du Saint Empire Romain avec les princes électeurs locaux, ecclésiastique ou laïque, qui élisent le roi ou l’empereur. Les modalités furent définies dans la loi de la Bulle d’Or, promulgué en l’an 1356.
Un des principes de toutes les constitutions allemandes (sauf celles de la République démocratique allemande de 1968 et 1974) est le fédéralisme. Néanmoins entre 1933 et 1945 et en RDA depuis 1952/1958 le fédéralisme était supprimé. Après la Seconde Guerre mondiale, les Länder ont été rétablis avant la fondation de l'État fédéral.
L'article 79 alinéa 3 de la loi fondamentale allemande établit même une garantie éternelle interdisant tout changement de constitution abrogeant le fédéralisme ou la participation des Länder dans la législation fédérale. Le fondement du fédéralisme est que l'exercice des pouvoirs étatiques et l'accomplissement des missions de l'État (fédération) relèvent des Länder. Les institutions fédérales n'ont que les pouvoirs que la constitution leur assigne.
Chaque Land a sa propre constitution (Verfassung) avec ses individualités, un parlement, un gouvernement et (sauf le Schleswig-Holstein) une Cour constitutionnelle.
Un important programme de réforme du fédéralisme (Föderalismusreform) a été lancé par deux commissions, l'une en 1991-1992, puis en 2003-2004, dirigée par Franz Müntefering et Edmund Stoiber. Une transformation de la constitution requérant en Allemagne une majorité des deux tiers, d'importantes divergences entre le SPD et la CDU sur le contenu de ces réformes ont retardé leur aboutissement. Une réforme de la loi fondamentale, adoptée en juin 2006, est entrée en vigueur le 1er septembre. 

## Pouvoir législatif
Le pouvoir législatif appartient aux Länder lorsque la compétence législative de l'État fédéral n'est pas expressément réglée par la Loi fondamentale. En principe, toute norme fédérale valable prime néanmoins sur une norme contraire d'un Land, d'après le principe de droit « Bundesrecht bricht Landesrecht ». 
Si ce principe reste valable, la réforme constitutionnelle du 27 octobre 1994, entrée en vigueur le 15 novembre 1994, a renforcé le fédéralisme en limitant strictement l'exercice de la compétence législative fédérale concurrente aux cas où elle est indispensable. Avant cette réforme, il suffisait que la législation fédérale apparaisse nécessaire. Ainsi, l'État fédéral ne peut exercer cette compétence concurrente que si une législation différente selon les Länder n'est pas acceptable et que ceux-ci sont incapables de coordonner leur législation. La réforme a également soumis totalement l'exigence de législation fédérale au recours au Tribunal constitutionnel. Comme le Tribunal l'a déjà jugé deux fois, il ne suffit plus que les institutions fédérales affirment la nécessité d'intervenir. Par exemple, il ne voit plus l'exigence d'une uniformité du droit de fermeture des magasins de sorte qu'une réforme de la loi fédérale en ce domaine où elle reste en vigueur par droit transitoire est soumise à la législation des Länder.
Restent de la compétence législative des Länder, entre autres :
- la police
- l'ordre public général
- les écoles et universités
- la culture et les fêtes légales
- les relations entre État et Églises
- le droit communal
- la radio et la télévision
- le droit relatif aux constructions
- la protection des monuments
- le droit routier (sauf la circulation et les grands axes routiers fédéraux).

En revanche, les Länder n'ont presque plus de compétence en matière de droit civil, pénal, commercial et de la procédure judiciaire, tant la législation fédérale est importante dans ce domaine.

## Pouvoir exécutif
L'administration et l'exécution même des lois fédérales sont attribuées aux autorités des Länder (ce qui comprend les pouvoirs subordonnés comme les communes). Une administration fédérale n'existe que dans des domaines limités :
- le service diplomatique
- l'administration fiscale fédérale
- les grandes routes fluviales
- la navigation
- le service militaire
- l'administration du trafic aérien
- les chemins de fer
- la protection des frontières selon la législation fédérale
- l'ordre public, les renseignements généraux, la police criminelle et la collecte de documents, selon la législation fédérale des autorités centrales, uniquement pour protéger la constitution et le pays des menées sur le territoire fédéral qui, par l'emploi de la force ou par des préparatifs en ce sens, mettent en danger les intérêts extérieurs de la République fédérale d'Allemagne
- l'institution par la loi d'autorités supérieures dans les domaines qui relèvent de la législation fédérale (ce n'est qu'exceptionnellement que des autorités inférieures fédérales supplémentaires peuvent être créées).

Une bonne partie de l'administration est effectuée par les communes et arrondissements (Kreise) qui sont soumis au contrôle des Länder.

## Pouvoir judiciaire
Alors que la procédure judiciaire et la détermination des types de juridictions à prévoir sont presque complètement réglées par lois fédérales, l'institution des tribunaux, la fixation de leurs ressorts et la désignation des juges appartiennent aux Länder. Seules les cours de dernière instance sont fédérales (ainsi qu'un tribunal inférieur en matière de propriété intellectuelle et des petites juridictions disciplinaires). Un appel au Tribunal administratif fédéral n'est ouvert que si l'interprétation de la législation fédérale est concernée. Il existe ainsi, parmi les tribunaux des Länder :
- juridictions ordinaires : les cours d'appel (Oberlandesgerichte - celle de Berlin s'appelant Kammergericht, tribunal de chambre, pour des raisons historiques), les tribunaux régionaux (Landgerichte) et les Amtsgerichte qui sont  souvent traduits en français par tribunal d'instance[réf. nécessaire] (la traduction littérale est tribunal de bailliage et c'est ce terme qui a été employé entre 1918 et 1923 en Alsace-Lorraine et dans les Cantons de l'est en Belgique[réf. nécessaire] - l'expression retenue est tribunal cantonal en Alsace-Moselle de 1923 à 1958, ainsi que dans une traduction française récente du code civil allemand[2])
- juridictions administratives : les tribunaux administratifs supérieurs (Oberverwaltungsgerichte) qui, pour des raisons historiques en Bade-Wurttemberg, Bavière et Hesse sont nommées Cours administratives (Verwaltungsgerichtshöfe) et les tribunaux administratifs (Verwaltungsgerichte)
- juridictions fiscales : les tribunaux fiscaux (Finanzgerichte)
- juridictions du travail les tribunaux régionaux de travail (Landesarbeitsgerichte) et les tribunaux de travail (Arbeitsgerichte)
- juridictions sociales : les tribunaux sociaux régionaux (Landessozialgerichte) et les tribunaux sociaux (Sozialgerichte)